# Majdan (Chorwacja)
Majdan – wieś w Chorwacji, w żupanii sisacko-moslawińskiej, w gminie Dvor. W 2011 roku liczyła 11 mieszkańców.